# Мауэр-Амштеттен
Мауэр-Амштеттен (нем. Mauer bei Amstetten) — город  в Австрии, в федеральной земле Нижняя Австрия. 

## Выдающиеся жители
- Йозеф Карл Рэдлер

Входит в состав округа Амштеттен. Занимает площадь ? км². 

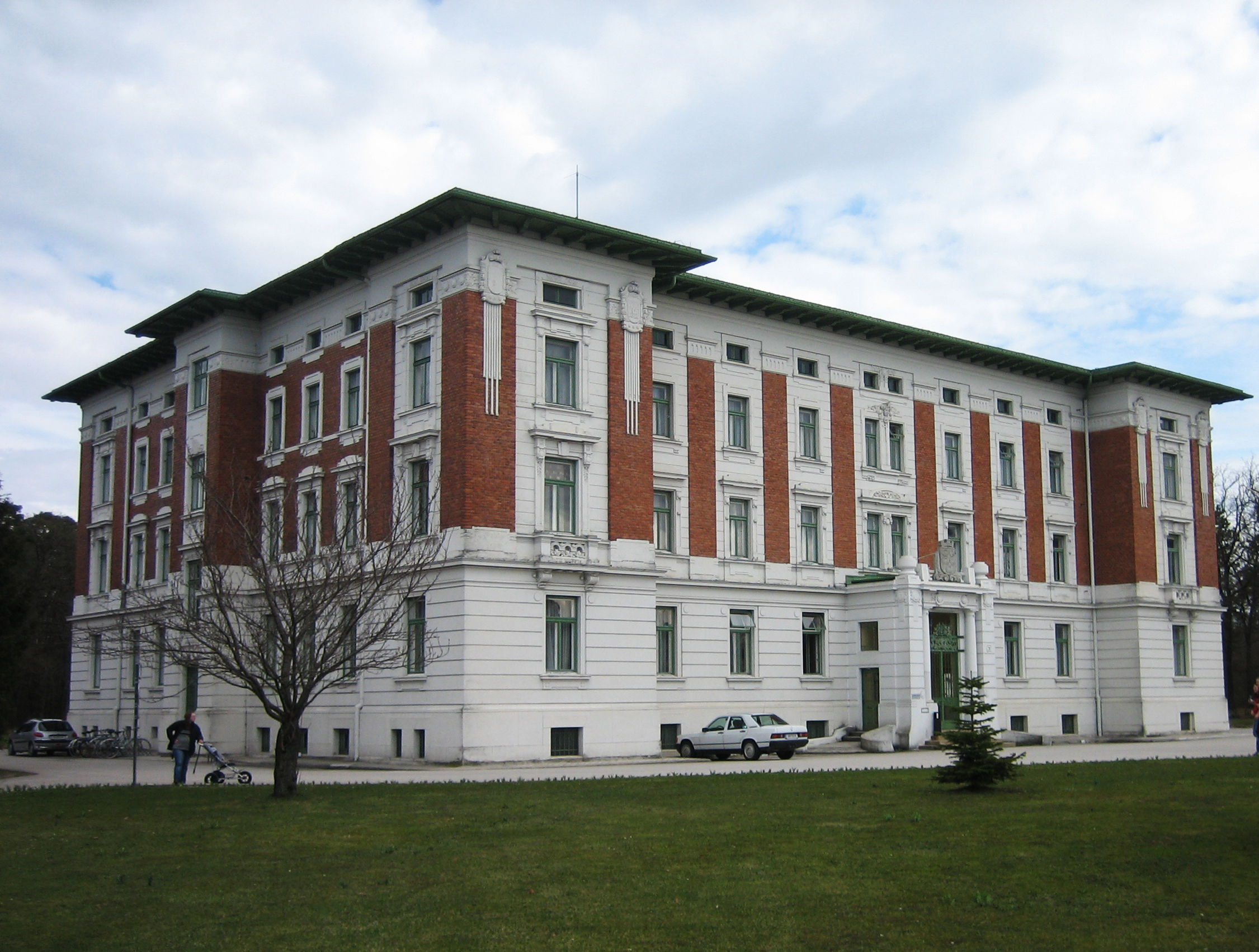
Мауэр-Амштеттен

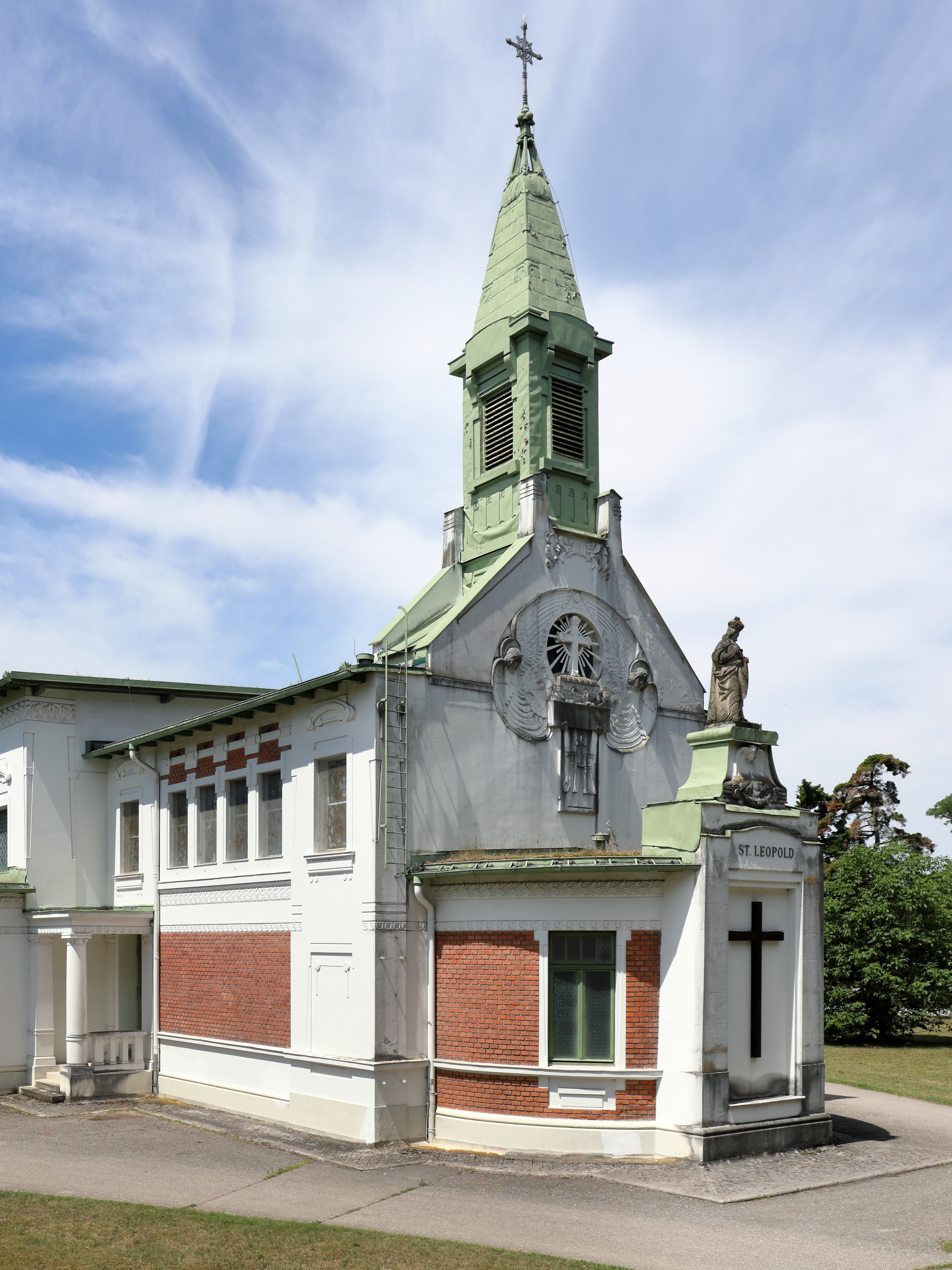
Мауэр-Амштеттен